# Cuarteto Casals

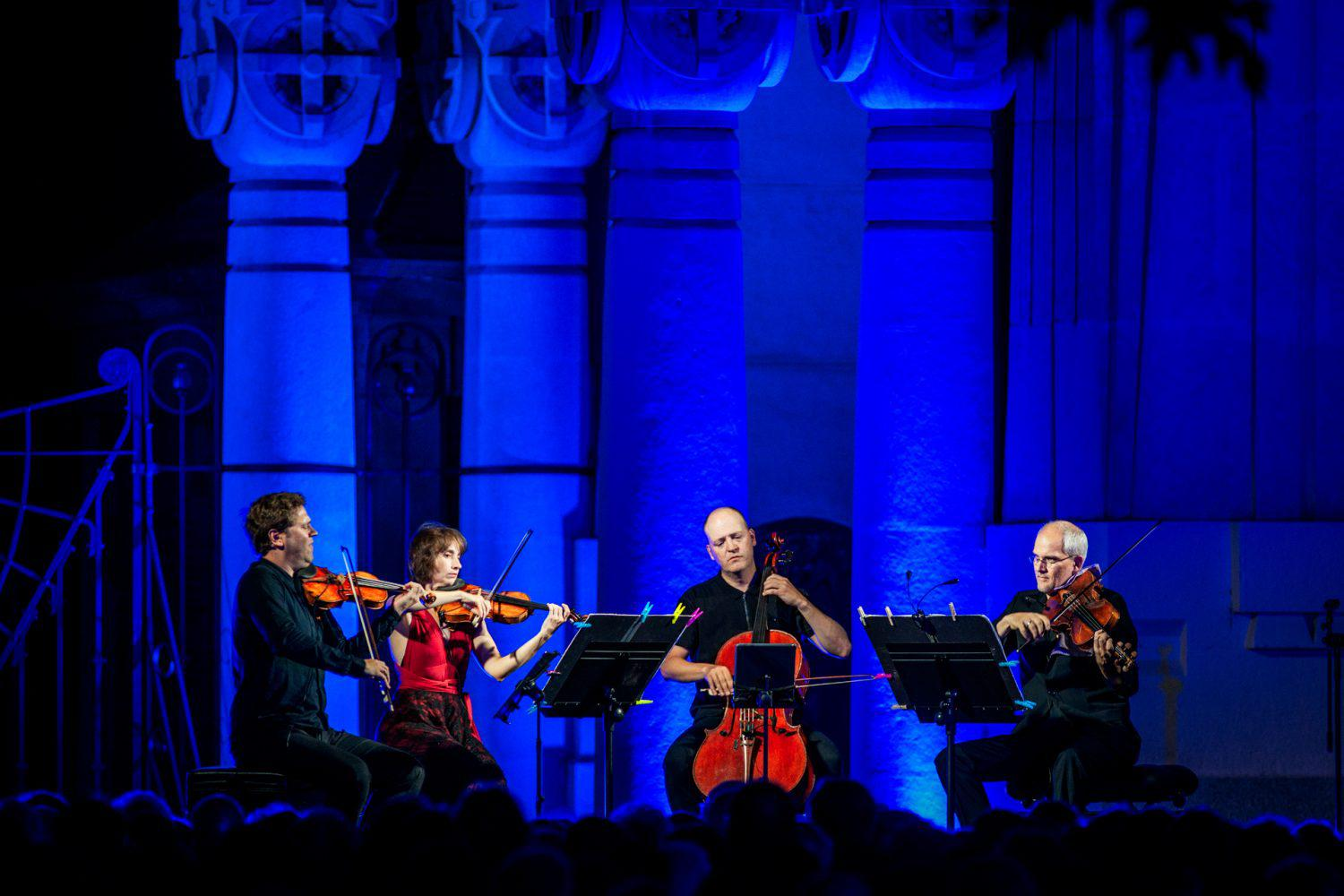
Cuarteto Casals (2018)

Das Cuarteto Casals ist ein 1997 gegründetes, katalanisches klassisches Streichquartett. 

## Geschichte und künstlerisches Wirken
Die spanisch-deutsche Geigerin Vera Martínez Mehner (* 1978 Madrid) und die Brüder Abel (* 1980 in Barcelona), Violine, und Arnau Tomàs i Realp (* 1973 in Barcelona), Violoncello, gründeten das Quartett 1997 noch während ihrer Ausbildung an der Escuela Superior de Música Reina Sofía in Madrid. Seit 2002 wirkt der US-Amerikaner Jonathan Brown (* 1974 in Chicago) als Bratschist. Benannt wurde das Quartett nach dem katalanischen Cellisten Pau Casals. Die Musiker vertieften ihre kammermusikalische Ausbildung bei Walter Levin (Primarius des LaSalle String Quartets) und beim Alban Berg Quartett.
Das Cuarteto Casals ist heute in Barcelona ansässig. Alle vier Musiker haben einen Lehrauftrag an der Escola Superior de Música de Catalunya inne. Die Formation gilt als „das Quartett des neuen Jahrtausends.“
Bereits wenige Jahre nach seiner Gründung wurde das Quartett vielfach ausgezeichnet und etablierte sich weltweit zu einem der führenden jüngeren Streichquartette. Im Jahr 2000 gewann das Quartett die London String Quartet Competition und 2002 den Internationalen Johannes-Brahms-Wettbewerb in Hamburg. Seitdem tritt das Quartett international in renommierten Konzertsälen auf, wie der Carnegie Hall, der Kölner Philharmonie, der Cité de la Musique Paris, der Elbphilharmonie, der Schubertiade Schwarzenberg oder dem Concertgebouw Amsterdam.
Eine Auszeichnung der Burletti-Buitoni Stiftung London ermöglichte es dem Casals-Quartett, eine Sammlung aus Bögen einzurichten, welche jeweils den Epochen des musikalischen Barocks und der Klassik getreu sind. Die Zusammenarbeit mit zeitgenössischen Komponisten, insbesondere mit György Kurtág, hat das Cuarteto Casals intensiv geprägt. Zudem spielte es die Weltpremieren von Werken führender spanischer Komponisten, darunter ein neues Konzert für Streichinstrumente und Orchester von Francisco Coll, das mit dem Orquesta Nacional de España uraufgeführt wurde.
Jedes Jahr gibt das Quartett im Königlichen Palast in Madrid auf der außergewöhnlichen Sammlung von Streichinstrumenten Antonio Stradivaris ein Konzert.

## Auszeichnungen
In Anerkennung seines Beitrages zum kulturellen Leben in Katalonien und ganz Spanien wurde das Cuarteto Casals von der autonomen Landesregierung Kataloniens, dem Institut Ramon Llull und vom Ministerium für Kultur in Barcelona zum Kulturbotschafter der Region ernannt. Es wurde zudem mit Preisen wie dem Premio Nacional de Música, dem Premi Nacional de Cultura de Catalunya und dem Premi Ciutat Barcelona ausgezeichnet.

## Diskografie
„Das Quartett weist eine beachtliche Diskografie von bislang 12 CDs bei dem Musiklabel harmonia mundi auf. Das Repertoire reicht dabei von weniger bekannten spanischen Komponisten wie Arriaga und Toldrà über die Wiener Klassiker Mozart, Haydn, Schubert und Brahms hin zu Größen des 20. Jahrhunderts wie Debussy, Ravel und Zemlinsky, sowie einer Liveaufnahme auf Blu-Ray von Schuberts gesammelten Quartetten für Neu Records. 2018 wurde die erste einer drei Ausgaben umfassenden Aufnahme von Beethovens Quartetten auf harmonia mundi veröffentlicht und erhielt lobreiche Kritiken. Die zweite CD-Box wird 2019 erscheinen; die dritte schließlich 2020 zum 250. Geburtstag des Komponisten.“